# Morsa Wachswarenfabrik Sallinger
Die MORSA Wachswarenfabrik Sallinger GmbH ist ein Kerzenhersteller mit Sitz in Krumbach (Schwaben).
Die Firma weist eine über 360-jährige Unternehmensgeschichte auf und gehört damit zu den weltweit ältesten Herstellern von Kerzen. Daneben stellt sie seit einhundert Jahren Dentalwachse für Zahnärzte sowie Zahnlaboratorien sowie technische Wachse her.
Produziert werden Kerzen für Floristen, Einrichtungshäuser, Versandhäuser und den Fachhandel. Die Produktionsfläche erstreckt sich über 4100 m² am Unternehmensstandort.

## Museum
Im Unternehmen befindet sich zudem seit 2005 ein Museum, das über die Unternehmensgeschichte sowie die Wachszieherei Auskunft gibt.